# بنلی ام۱ سوپر ۹۰

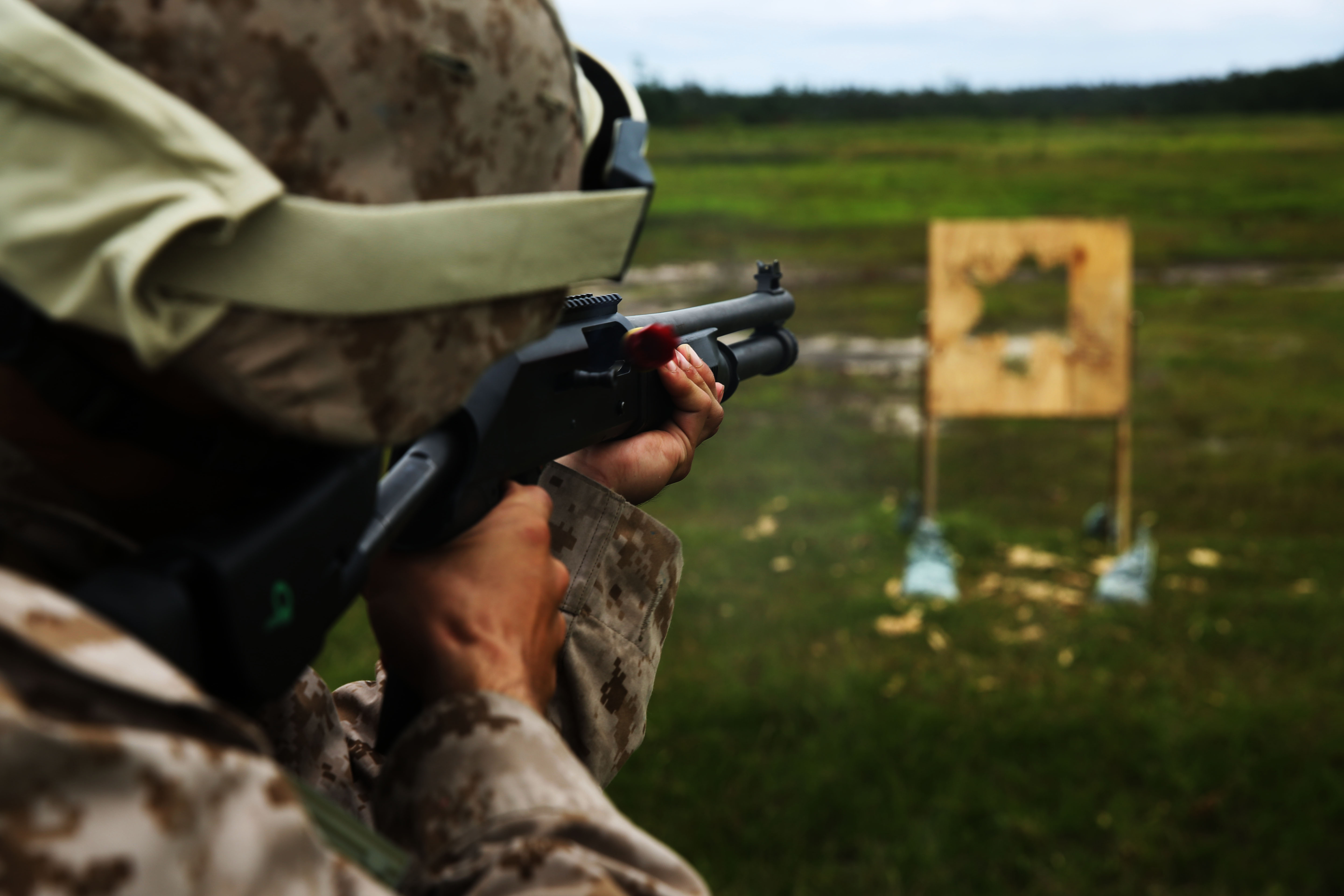
بنلی ام۱ (سوپر ۹۰)

بنلی ام۱ (سوپر ۹۰) (Benelli M1 (Super 90)) یک تفنگ ساچمه‌ای نیمه‌خودکار است. سازندهٔ این سلاح شرکت ایتالیایی بنلی آرمی (Benelli Armi S.P.A.) می‌باشد.
بنلی ام۱ در گونه‌های مختلف شهری، انتظامی و نظامی ساخته شده‌است.